# التصنيفات الدولية للغابون
فيما يلي التصنيفات الدولية لدولة الغابون:

## التصنيفات الدولية
| المنظمة                       | التصنيف              | الترتيب    |
| ----------------------------- | -------------------- | ---------- |
| معهد الاقتصاد والسلام         | مؤشر السلام العالمي  | 51 من 144  |
| برنامج الأمم المتحدة الإنمائي | مؤشر التنمية البشرية | 103 من 182 |
| الشفافية الدولية              | مؤشر مدركات الفساد   | 106 من 180 |